# A festmény fogságában

## Epizód adatok
Első adás Amerikában: 1999. október 14.
Első adás Magyarországon: 2003. december 12.
Első ismétlés Magyarországon: 2004. július 30.
Második ismétlés Magyarországon: 2006. január 21.
Harmadik ismétlés Magyarországon: 2009. november 5.
Írta: Constance M. Burge
Rendezte: Kevin Inch

## Rövid tartalom
Prue az aukciósházban egy festménybe zárt emberre lel. A festményen elrejtett varázsigét akaratlanul bár, de kimondja, s ezzel egy párhuzamos dimenzióba vetődik ahhoz az emberhez, aki már hetven éve a festmény fogja. Piper ezalatt megkéri új szomszédját, segítsen új éjszakai klubjának renoválásában. Phoebe pedig titokban használ magán egy szuperokossá tevő varázslatot, hogy segítségével megkaphasson egy állást, amiért egyébként nagyon kevés eséllyel indulhatna csak. Amikor Piper is beszorul a festménybe, Phoebe frissen szerzett tudásával elolvassa az őket kimentő latin varázsigét... hogy aztán becsaphassa őket a festményben levő ember, aki valójában egy warlock. Magát megmenti, a festményt pedig felgyújtja. Bár az okosság-varázslatnak vége, a ravasz Phoebe-nek sikerül becsalnia a warlockot és warlock-barátnőjét a festménybe. Piper a festménybe fagyasztja a warlockokat, míg ők hárman ki nem menekülnek a való világba.

## További szereplők
Jelölt #1 - Anthony Deane 

Jelölt #3 - Tate Taylor 

J. R. Richards - Önmaga 

Jane Franklin - Holly Fields 

Malcolm - Paul Kersey

## Játék a címmel
Az eredeti cím, egy arizonai sivatag neve is, ahol a sivatag úgy néz ki, mintha festve lenne, teljesen külön világot mutatva magáról.

## Érdekességek
Még ebben az epizódban is eléggé labilisak a sorozat törvényei, hiszen Malcolm, a warlock vérzik, Phoebe pedig négy epizód múlva közli, hogy a warlockok nem véreznek. (Jeremy is vérzett az első epizódban.)
-
A Prue által elmondott latin varázsige, Absolvo Amitto Amplus Brevis Semper Mea nem egészen felel meg a latin nyelv szabályainak. Aki tud latinul, az látja, hogy ez nem helyes, mert a mondatban nem vonatkoznak egymásra a szavak, mint ahogy a latinban ez szabály, mivel csak így érthető, mit akarunk mondani. Az első két szó egyes szám első személy kijelentő módban áll, míg a harmadik-negyedik szó nominativusban, azaz alanyesetben áll. Ha felszólító módról lenne szó, a "mondd" szónak (ami egyébként nem is szerepel a szövegben) imperativusban, vagyis felszólító módban kellene állnia, -e raggal a végén. Ilyen viszont nincs is, a szavak ráadásul nem is azt jelentik, amit kellene nekik. Az "Absolvo amitto amplus brevis semper mea" szöveg így gyakorlatilag úgy hangzik magyarul, hogy "feloldom/felszabadítom elszalasztom nagy/sok rövid életű mindig enyém". A brevis szó, mivel melléknév, lehet birtokos mód is, így azt is jelentheti a szöveg, hogy "felszabadítom, elszalasztom mindig rövid ideig enyém sok". Rátok bízzuk, melyik illik jobban a Prue-féle fordításhoz (Prue így fordította a varázsigét: "hogy felszabadítsd, mi elveszett, mondd ki a szavakat: mindig enyém.")

## Nemzetközi címek és magyar jelentésük
- Angol: The Painted World (A festett világ)
- Német: Voll im Bild (Képben vagyunk)
- Olasz: Il quadro incantato (Az elvarázsolt kép)
- Francia: Le château hanté (Az átkozott kastély)
- Spanyol: El mundo pintado (A festett világ)